# Dim sum
Dim Sum (simplificeret kinesisk: 点心; traditionelt kinesisk: 點心; pinyin: Diǎnxīn) er et let kinesisk måltid, der ofte bliver serveret med kinesisk te. I Kina og andre lande med stor kinesisk indflydelse, spiser man måltidet fra morgen til frokost. Dim Sum består af et bredt udvalg af små retter, der er lige fra sødt til saltet. Det er ofte en kombination af kød, grøntsager, havdyr og frugt.
Begrebet Dim Sum er en kantonesisk frase, der bogstaveligt kan oversættes til: "det, som rører ved hjertet" (dvs. bestil efter hjertets lyst). Når man i Vesten taler om Dim Sum, er det som oftest de varianter, der kendes fra det kantonesiske køkken, man har i tankerne.
- Wikimedia Commons har flere filer relateret til Dim sum

| Mad og drikke | Spire Denne artikel om mad og drikke er en spire som bør udbygges. Du er velkommen til at hjælpe Wikipedia ved at udvide den. |